# بيسي بانكس
بيسي بانكس (بالإنجليزية: Bessie Banks)‏ هي مغنية أمريكية، ولدت في 8 فبراير 1938.

## وصلات خارجية
- بيسي بانكس على موقع ميوزك برينز (الإنجليزية)
- بيسي بانكس على موقع ديسكوغز (الإنجليزية)